# Beth Bonner
Elizabeth (Beth) Bonner (Preston County, 9 juni 1952 - New Orleans, 9 oktober 1998) was een Amerikaanse marathonloopster. Ze verbeterde tweemaal het wereldrecord op de marathon.

## Biografie
Haar eerste succes boekte Bonner in 1970 door op de Amerikaanse kampioenschappen de 3000 m te winnen in een tijd van 9.48,1.
Bonner was op 19 september 1971 de eerste vrouwelijke deelneemster van de tweede New York City Marathon. Ze won deze wedstrijd in 2:55.22, net voor haar landgenote Nina Kuscsik, die minder dan een minuut later aankwam in 2:56.04. Beth was hiermee de eerste vrouw ter wereld die de marathon binnen de drie uur liep. Dit was tevens haar tweede wereldrecord op de marathon, want eerder dat jaar, op 9 mei 1971, liep ze in Philadelphia al een wereldrecordtijd op deze afstand. Ze verbeterde toen het record, dat sinds 1970 in handen was van Caroline Walker, naar 3:01.42. Bij de Landencross werd ze veertiende.
In 1973 begon Bonner met een studie aan de Seattle Pacific University en werkte hierna in haar geboorteland als lerares Engels en trainster. Later promoveerde ze aan de Auburn University en werkte als trainster aan de Schreiner University.
In 1998 overleed Beth Bonner op 46-jarige leeftijd, nadat ze tijdens het fietsen was geschept door een vrachtauto. In 2008 werd ze opgenomen in de Hall of Fame van de Road Runners Club of America.

## Titels
- Amerikaans kampioene 3000 m - 1970

## Wereldrecords
| Onderdeel | Datum             | Tijd    | Plaats       |
| --------- | ----------------- | ------- | ------------ |
| marathon  | 9 mei 1971        | 3:01.42 | Philadelphia |
|           | 19 september 1971 | 2:55.22 | New York     |

## Palmares

### marathon
- 1971:  marathon van Philadelphia - 3:01.42 (WR)
- 1971:  New York City Marathon - 2:55.22 (WR)